# باولو دا سيلفا
باولو دا سيلفا (بالإسبانية: Paulo César Da Silva) ، من مواليد 1 فبراير 1980 في أوسونسيون في باراغواي ، لاعب كرة قدم باراغوياني.
هو يلعب مع منتخب باراغواي لكرة القدم منذ عام 2000.

## روابط خارجية
- باولو دا سيلفا على موقع الاتحاد الدولي (مؤرشف)  (الإنجليزية)
- باولو دا سيلفا على موقع قاعدة بيانات كرة القدم.إي يو (الإنجليزية)
- باولو دا سيلفا على موقع ناشيونال فوتبول تيمز (الإنجليزية)
- باولو دا سيلفا على موقع Soccerbase.com (لاعب) (الإنجليزية)
- باولو دا سيلفا على موقع Soccerway.com (الإنجليزية)
- باولو دا سيلفا على موقع عالم كرة القدم.نت (الإنجليزية)